# Cayo Didio
Cayo Didio (? - 45 a. C.), en latín CAIUS·DIDIUS, fue un militar romano que ostentó el cargo de praefectus navium (comandante de la flota) bajo el mando de Julio César. 

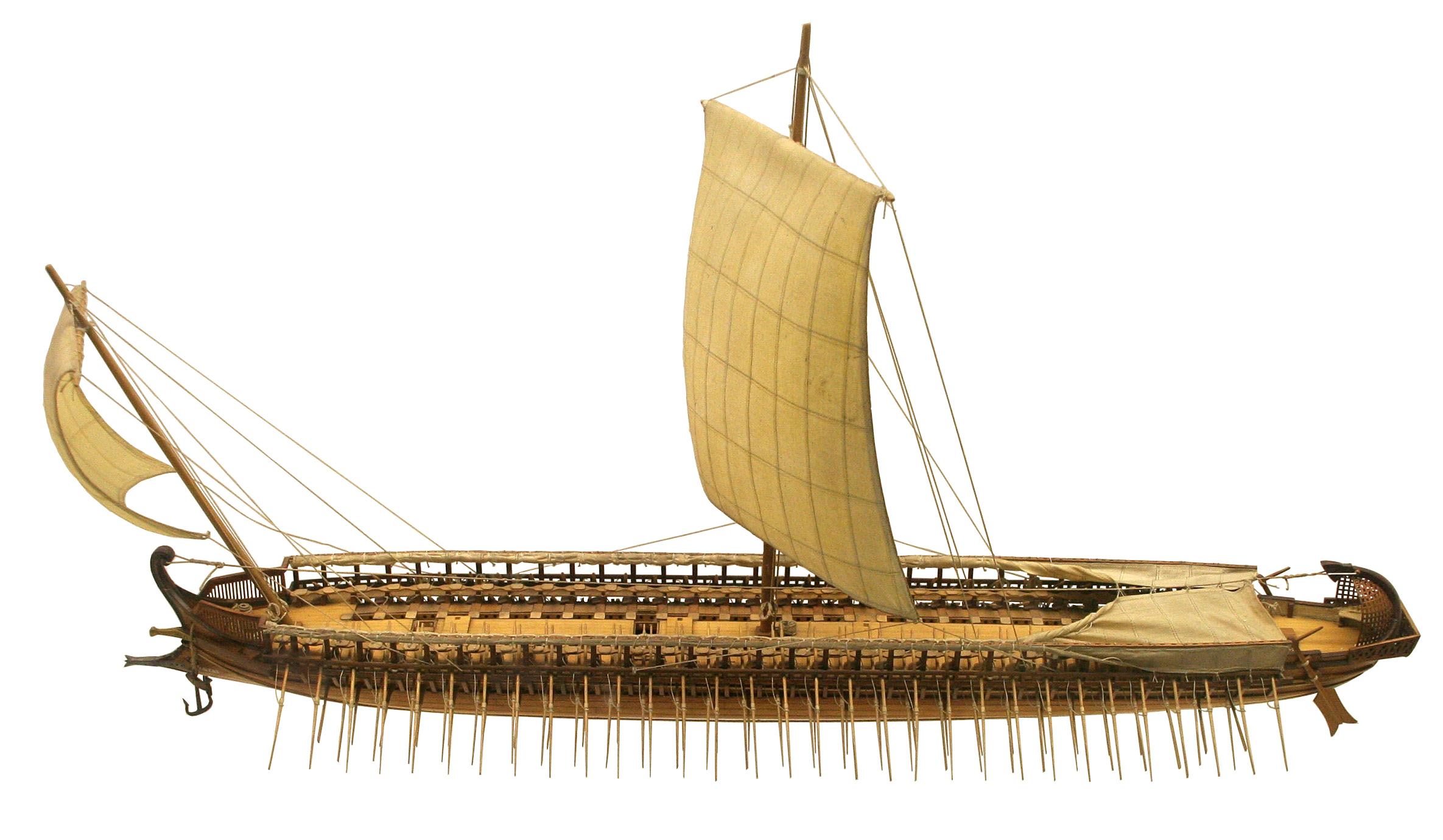
Maqueta de un trirreme.

Fue el encargado de trasladar las tropas cesarianas de Cerdeña a Hispania tras la batalla de Tapso (46 a. C.) para luchar contra Cneo Pompeyo el Joven, quien junto con su hermano Sexto Pompeyo y Tito Labieno, antiguo general del ejército de César en las Galias, cruzó desde África a las provincias hispanas y reunió un nuevo ejército.
En el año 46 a. C. derrotó a una flota pompeyana comandada por Publio Atio Varo cerca de Carteya, y Dion Casio cuenta que si Varo no hubiera escapado hacia tierra y no hubiera atrancado la bocana del puerto con las anclas de sus navíos, hubiera perdido todas las naves. 
En abril del 45 a. C., tras la batalla de Munda, cuando se encontraba en Cádiz al frente de la escuadra se enteró de que los partidarios de César habían conseguido el control de Carteya y de que Pompeyo el Joven había huido, herido, con las veinte naves de guerra que le quedaban tras la batalla naval del año anterior. Didio lo persiguió y cayó sobre él, apoderándose de algunas naves y quemando las demás, aunque no pudo evitar que Pompeyo escapara con soldados lusitanos a un monte fortificado cerca de la costa. Dido desembarcó sus tropas y consiguió capturar y matar a Pompeyo, cuya cabeza llegó a Híspalis (Sevilla) y fue espuesta en público. 
Contento tras la captura, Didio acampó en tierra para reparar algunas naves cuando los lusitanos que habían estado con Pompeyo le emboscaron y le mataron con casi todos sus soldados.